# Střelba v Cetinje (2025)
Střelba v Cetinje dne 1. ledna 2025 byla událost, kdy 45letý Aco Martinović zastřelil 12 osob a 4 zranil v Cetinje v Černé Hoře. Pachatel spáchal sebevraždu. Nejmladší oběti bylo 8 let. Jedná se o nejtragičtější masovou střelbu v historii Černé Hory.

## Střelba
V 17:30 vypukla v baru rvačka. Aco po ní odešel domů, kde si vzal zbraň. Po návratu do baru zahájil střelbu. V baru zastřelil čtyři muže a další čtyři zranil. Poté opustil bar a na dalších dvou místech zastřelil dvě děti a dva dospělé.
Úřady zablokovaly všechny silnice vedoucí z města. Aco byl obklíčen policií a během obklíčení se střelil do hlavy. Zemřel při převozu do nemocnice.

## Útočník
Útočníkem byl identifikován Aco Martinović (45 let). Byl již dříve trestaný za nelegální držení zbraní. V roce 2005 byl odsouzen za násilné chování. Byl také zadržen za domácí násilí a měl problémy s alkoholem. Policie v jeho domě nalezla pistoli ráže 9 mm, 37 pouzder na zbraně a 80 kusů nábojů.

## Oběti
Útočník zastřelil 12 lidí, z toho dvě děti ve věku 8 a 13 let. Mezi oběťmi byli také dva příbuzní zpěváka Darka Martinoviće, vítěze soutěže Zvezde Granda.

## Ohlasy
Vláda oznámila zavedení nových testů pro uchazeče o zbrojní průkaz a změny v legislativě týkající se držení zbraní. Incident se střelbou zároveň vyvolal protesty a požadavky na odstoupení členů vlády.